# Homöoboxprotein DLX-1
Das Homöobox-Protein DLX-1 ist ein Protein, für welches das bei Menschen vorhandene DLX1-Gen codiert.

## Funktion
Das Gen codiert als ein Vertreter der Homöobox-Transkriptionsfaktor-Genfamilie, die den „Distal-less“-Genen der Drosophila sehr ähnlich sind. Das codierte Protein befindet sich im Nucleus, wo es als Transportregulator der Signale von mehreren Vertretern der TGF-β-Superfamilie fungieren könnte. Das codierte Protein spielt möglicherweise bei der Kontrolle der Gesichtsschädelstrikturierung sowie dem Differenzieren und dem Bestehen von hemmenden Nervenzellen im Vorderhirn eine Rolle. Das Gen befindet sich in einer Konfiguration mit anderen Vertretern der Genfamilie auf dem langen Arm von Chromosom 2. Die durch Alternatives Spleißen entstandenen Transkriptionsvarianten, die für verschiedene Protein-Isoformen codieren, wurden bereits näher beschrieben.